# Take Me to the River (film)
Take Me to the River è un film del 2015 diretto da Matt Sobel.

## Trama
Durante una riunione di famiglia in Nebraska, un ingenuo adolescente californiano gay scopre dell'esistenza di un segreto familiare a lungo tenuto nascosto.

## Riconoscimenti[1]
- 2015 - Hamptons International Film Festival
  - Nomination Narrative Feature
- 2015 - Philadelphia Film Festival
  - Nomination Best First Feature a Matt Sobel
- 2015 - Sundance Film Festival
  - Nomination Best of Next! a Matt Sobel
- 2015 - Tallgrass International Film Festival
  - Best Narrative Feature a Matt Sobel
- 2016 - Americana Film Fest
  - Nomination Next Award a Matt Sobel
- 2016 - Golden Trailer Awards
  - Nomination Miglior trailer indipendente
- 2017 - Premio Chlotrudis
  - Nomination Chlotrudis Award